# Districte municipal de Panevėžys
El districte municipal de Panevėžys (en lituà: Panevėžio rajono savivaldybė) és un dels 60 municipis de Lituània, situat dins del comtat de Panevėžys. La seva capital és la ciutat de Panevėžys.

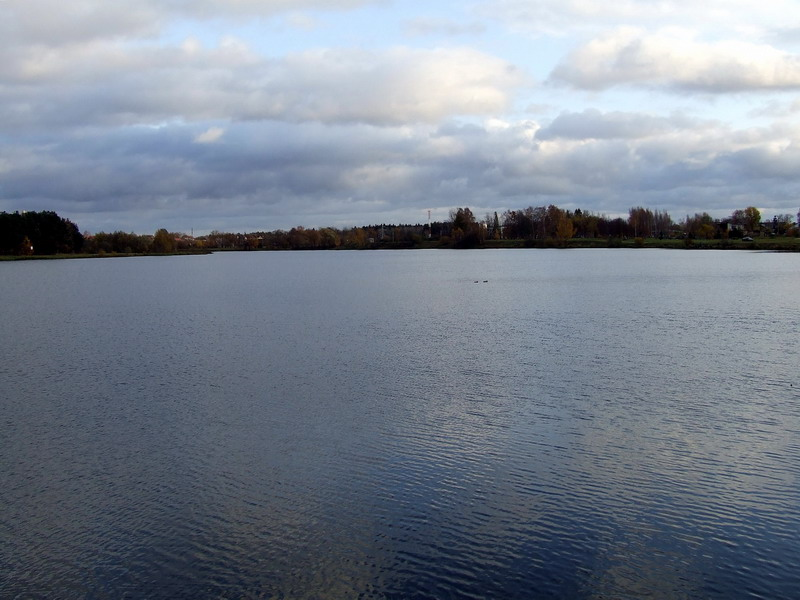
Estany del districte municipal de Panevėžys

## Seniūnijos del districte

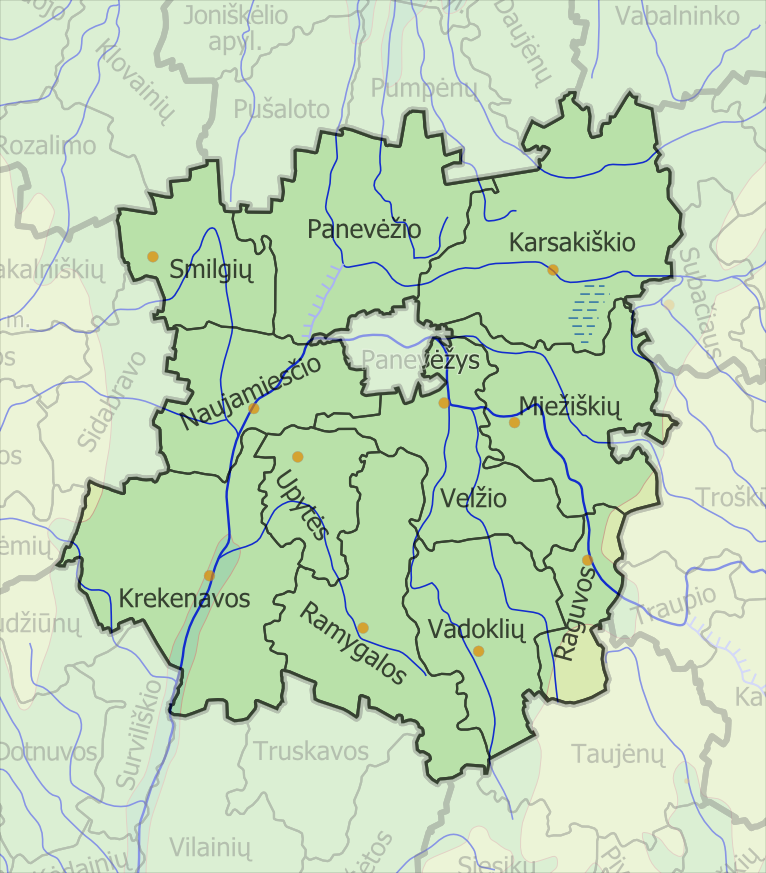
Mapa dels Seniūnijos

- Karsakiškio seniūnija (Karsakiškis)
- Krekenavos seniūnija (Krekenava)
- Miežiškių seniūnija (Miežiškiai)
- Naujamiesčio seniūnija (Naujamiestis)
- Paįstrio seniūnija (Paįstrys)
- Panevėžio seniūnija (Panevėžys)
- Raguvos seniūnija (Raguva)
- Ramygalos seniūnija (Ramygala)
- Smilgių seniūnija (Smilgiai)
- Upytės seniūnija (Upytė)
- Vadoklių seniūnija (Vadokliai)
- Velžio seniūnija (Panevėžys)